# Alcis latifasciata
Alcis latifasciata är en fjärilsart som beskrevs av W. Warren 1893. Alcis latifasciata ingår i släktet Alcis och familjen mätare. Inga underarter finns listade i Catalogue of Life.